# Eoin Mac Néill
Eoin Mac Néill, född 15 maj 1867 i Glenarm, Antrim, död 15 oktober 1945 i Dublin, var en irländsk historiker och politiker.
Som professor i Irlands äldre historia vid National University utförde Mac Néill ett banbrytande och grundläggande arbete i Phases of Irish history (1920), Celtic Ireland (1921) och en mängd tidskriftsartiklar. Tillsammans med Douglas Hyde var han stiftare av Gaelic League, anslöt sig till Sinn Féin, blev ledare för National Volunteers 1913 och för Irish Volunteers 1914. Han lyckades avstyra uppror 1915, men 1916 utbröt upproret trots hans kontraorder, varefter han dömdes till livstids straffarbete, benådades 1917 men fängslades åter 1920 för att friges vid fredsförhandlingarna 1921. I Dáil Éireann var han talman 1921–1922, därefter undervisningsminister först i fristatens provisoriska regering, senare i William Thomas Cosgraves regering, som han dock lämnade 1926, då han ogillade den överenskommelse som slutits med Storbritannien av den gränsregleringskommission han själv tillhört. Mac Néill var president i Royal Society of Antiquaries of Ireland 1937–1940 och president i Royal Irish Academy 1940–1943.